# INPP5K
INPP5K (англ. Inositol polyphosphate-5-phosphatase K) – білок, який кодується однойменним геном, розташованим у людей на короткому плечі 17-ї хромосоми. Довжина поліпептидного ланцюга білка становить 448 амінокислот, а молекулярна маса — 51 090.
| 10         |  | 20         |  | 30         |  | 40         |  | 50         |
| ---------- |  | ---------- |  | ---------- |  | ---------- |  | ---------- |
| MSSRKLSGPK |  | GRRLSIHVVT |  | WNVASAAPPL |  | DLSDLLQLNN |  | RNLNLDIYVI |
| GLQELNSGII |  | SLLSDAAFND |  | SWSSFLMDVL |  | SPLSFIKVSH |  | VRMQGILLLV |
| FAKYQHLPYI |  | QILSTKSTPT |  | GLFGYWGNKG |  | GVNICLKLYG |  | YYVSIINCHL |
| PPHISNNYQR |  | LEHFDRILEM |  | QNCEGRDIPN |  | ILDHDLIIWF |  | GDMNFRIEDF |
| GLHFVRESIK |  | NRCYGGLWEK |  | DQLSIAKKHD |  | PLLREFQEGR |  | LLFPPTYKFD |
| RNSNDYDTSE |  | KKRKPAWTDR |  | ILWRLKRQPC |  | AGPDTPIPPA |  | SHFSLSLRGY |
| SSHMTYGISD |  | HKPVSGTFDL |  | ELKPLVSAPL |  | IVLMPEDLWT |  | VENDMMVSYS |
| STSDFPSSPW |  | DWIGLYKVGL |  | RDVNDYVSYA |  | WVGDSKVSCS |  | DNLNQVYIDI |
| SNIPTTEDEF |  | LLCYYSNSLR |  | SVVGISRPFQ |  | IPPGSLREDP |  | LGEAQPQI   |

A: Аланін

C: Цистеїн

D: Аспарагінова кислота

E: Глутамінова кислота

F: Фенілаланін

G: Гліцин

H: Гістидин

I: Ізолейцин

K: Лізин

L: Лейцин

M: Метіонін

N: Аспарагін

P: Пролін

Q: Глутамін

R: Аргінін

S: Серин

T: Треонін

V: Валін

W: Триптофан

Кодований геном білок за функцією належить до гідролаз. 
Задіяний у такому біологічному процесі, як альтернативний сплайсинг. 
Локалізований у ендоплазматичному ретикулумі.